# Friedrich-Ebert-Straße 115 (Mönchengladbach)

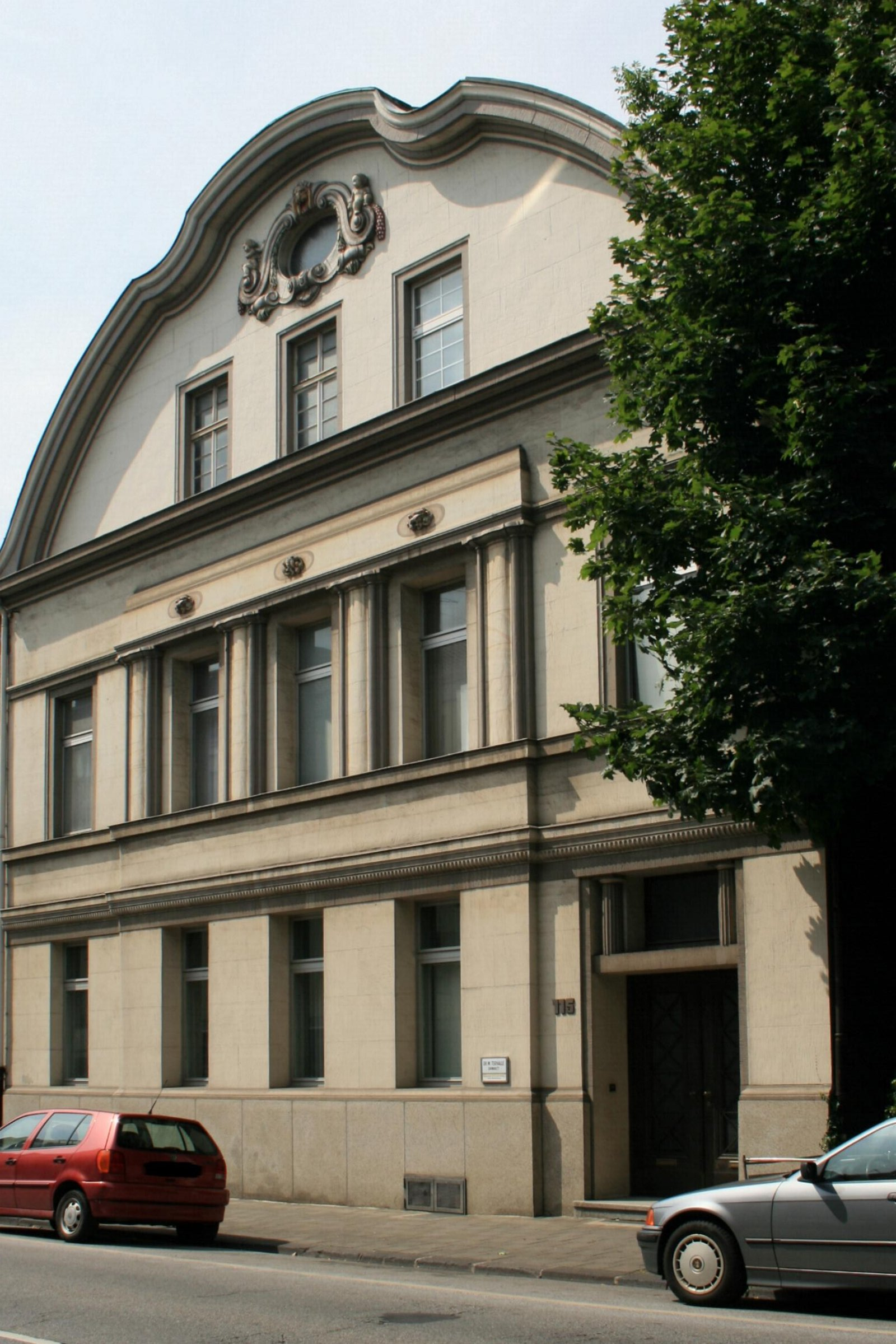
Wohnhaus (2010)

Das Wohnhaus Friedrich-Ebert-Straße 115 steht im Stadtteil Rheydt in Mönchengladbach (Nordrhein-Westfalen).
Das Gebäude wurde 1913 erbaut. Es ist unter Nr. F 016 am 2. Juni 1987 in die Denkmalliste der Stadt Mönchengladbach eingetragen worden.

## Architektur
Das Wohnhaus stammt aus dem Jahre 1913. Über einem Kellersockel stehen zwei Stockwerke und ein ausgebautes Dach unter einem mächtigen, etwa 15 m breiten, geschweiften Rundgiebel. Es handelt sich um einen zu allen Seiten offenen Rundbau, dessen zweiteiliges modifiziertes Ringpultdach (mit Kupfer verkleidet) von fünf schlanken, schlichten Steinsäulen getragen wird. Dieser dem Rundtempel nachempfundene Typ wurde im Barock und Klassizismus gerne als Gartentempelchen verwandt.